# オットー・ゴルト
オットー・ゴルト（チェコ語: Otto Gold、1918年11月2日 - 1999年7月8日）は、チェコスロバキア出身のフィギュアスケート選手（男子シングル）。フィギュアスケートコーチ。1930年欧州選手権銀メダリスト。

## 主な戦績
| 大会/年    | 1929-30 |
| ---------- | ------- |
| 欧州選手権 | 2       |